# Cool (chanson de Kendji Girac)
Singles de Kendji Girac
Conmigo
(2015) Me quemo
(2015)
Cool est le cinquième single de Kendji Girac, extrait de l'album Kendji.

## Classements
| Classement (2014-15)                    | Meilleure position |
| --------------------------------------- | ------------------ |
| Belgique (Wallonie Ultratop 50 Singles) | 17                 |
| France (SNEP)                           | 20                 |